# Ukonsaari (ö i Mellersta Österbotten)
Ukonsaari är en ö i Finland. Den ligger i sjön Ylä-Penninkilampi och i kommunen Perho i den ekonomiska regionen  Kaustby ekonomiska region  och landskapet Mellersta Österbotten, i den centrala delen av landet, 400 km norr om huvudstaden Helsingfors. Öns area är 0,8 hektar och dess största längd är 140 meter i sydväst-nordöstlig riktning.